# ミラノ〜サンレモ2013
ミラノ〜サンレモ2013は、ミラノ〜サンレモの104回目のレース。2013年3月17日に行なわれた。

## 参加チーム
UCIプロチーム
| チーム名                                | 国籍           | コード |
| --------------------------------------- | -------------- | ------ |
| AG2R・ラ・モンディアル                  | フランス       | ALM    |
| アルゴス・シマノ                        | オランダ       | ARG    |
| アスタナ                                | カザフスタン   | AST    |
| ブランコ                                | オランダ       | BLA    |
| BMC・レーシングチーム                   | アメリカ合衆国 | BMC    |
| キャノンデール                          | イタリア       | CAN    |
| エウスカルテル・エウスカディ            | スペイン       | EUS    |
| FDJ                                     | フランス       | FDJ    |
| ガーミン・シャープ                      | アメリカ合衆国 | GRS    |
| カチューシャ                            | ロシア         | KAT    |
| ランプレ・メリダ                        | イタリア       | LAM    |
| ロット・ベリソル                        | ベルギー       | LTB    |
| モビスター・チーム                      | スペイン       | MOV    |
| オリカ・グリーンエッジ                  | オーストラリア | OGE    |
| オメガファーマ・クイックステップ        | ベルギー       | OPQ    |
| レディオシャック・レオパルド            | ルクセンブルク | RLT    |
| チーム・サクソバンク - ティンコフバンク | デンマーク     | TST    |
| チーム・スカイ                          | イギリス       | SKY    |
| ヴァカンソレイユ・DCM                   | オランダ       | VCD    |

招待チーム
- アンドローニ・ジョカットーリ - ベネスエラ（ イタリア・AND）
- バルディアーニ・ヴァルヴォーレ - CSF・イノックス（ イタリア・BAR）
- チーム・ヨーロッパカー（ フランス・EUC）
- IAM（ スイス・IAM）
- MTN・クベカ（ 南アフリカ共和国・MTN）
- ヴィーニ・ファンティーニ＝セッレ・イタリア（ イタリア・VIN）

## 成績
- ミラノ 〜 サンレモ - 例年298㎞の行程で行われているが、雪の影響により、トゥルキーノ峠を含む117km地点から162km地点までをニュートラル扱いとし、選手たちをバスに乗せて移動することになったため、252㎞に距離が短縮されて行われた。

| 順位 | 選手名                     | 国籍           | チーム                           | 時間          |
| ---- | -------------------------- | -------------- | -------------------------------- | ------------- |
| 1    | ゲラルト・ツィオレック     | ドイツ         | MTN・クベカ                      | 5時間37分20秒 |
| 2    | ペーター・サガン           | スロバキア     | キャノンデール                   | 同            |
| 3    | ファビアン・カンチェラーラ | スイス         | レディオシャック・レオパルド     | 同            |
| 4    | シルヴァン・シャヴァネル   | フランス       | オメガファーマ・クイックステップ | 同            |
| 5    | ルカ・パオリーニ           | イタリア       | カチューシャ                     | 同            |
| 6    | イアン・スタンナード       | イギリス       | チーム・スカイ                   | 同            |
| 7    | テイラー・フィニー         | アメリカ合衆国 | BMC・レーシングチーム            | 同            |
| 8    | アレクサンダー・クリストフ | ノルウェー     | カチューシャ                     | +14秒         |
| 9    | マーク・カヴェンディッシュ | イギリス       | オメガファーマ・クイックステップ | 同            |
| 10   | ベルンハルト・アイゼル     | オーストリア   | チーム・スカイ                   | 同            |